# Achaearanea celsadomina
Achaearanea celsadomina är en spindelart som beskrevs av Zhu 1998. Achaearanea celsadomina ingår i släktet Achaearanea och familjen klotspindlar. Inga underarter finns listade i Catalogue of Life.